# مزرعه حاجی قاسمی
مزرعه حاجی قاسمی یک آبادی در ایران است که در دهستان باغلی ماراما واقع شده‌است. مزرعه حاجی قاسمی ۲۱۶ نفر جمعیت دارد.